# Challenger de Saint-Brieuc 2012
El torneo Open Prévadiès Saint–Brieuc 2012 fue un torneo profesional de tenis. Perteneció al ATP Challenger Series 2012. Se disputó su 9.ª edición sobre superficie dura, en Saint-Brieuc, Francia entre el 2 y el 8 de abril de 2012.

## Jugadores participantes del cuadro de individuales

### Cabezas de serie
| País                 | Jugador              | Rank1 | Favorito |
| -------------------- | -------------------- | ----- | -------- |
| Bandera de España    | Daniel Gimeno-Traver | 105   | 1        |
| Bandera de Francia   | Stéphane Robert      | 136   | 2        |
| Bandera de Francia   | Marc Gicquel         | 151   | 3        |
| Bandera de Francia   | Maxime Teixeira      | 157   | 4        |
| Bandera de Francia   | Kenny de Schepper    | 160   | 5        |
| Bandera de Francia   | Augustin Gensse      | 161   | 6        |
| Bandera de Alemania  | Simon Greul          | 189   | 7        |
| Bandera de Australia | James Duckworth      | 193   | 8        |

- 1 Se ha tomado en cuenta el ranking del 19 de marzo de 2012.

### Otros participantes
Los siguientes jugadores recibieron una invitación (wild card), por lo tanto ingresan directamente al cuadro principal:
- Charles-Antoine Brézac
- Josselin Ouanna
- Olivier Patience
- Laurent Rochette

Los siguientes jugadores ingresan al cuadro principal tras disputar el cuadro clasificatorio:
- Tomasz Bednarek
- Jose Checa-Calvo
- Victor Crivoi
- Nicolas Renavand

## Campeones

### Individual Masculino
Challenger de Saint-Brieuc 2012 (individual masculino)
- Grégoire Burquier derrotó en la final a  Augustin Gensse, 7–5, 6–7(5–7), 7–6(7–3)

### Dobles
Challenger de Saint-Brieuc 2012 (dobles masculino)
- Laurynas Grigelis /  Rameez Junaid derrotaron en la final a  Stéphane Robert /  Laurent Rochette, 1–6, 6–2, [10–6]